# 다카미야역 (후쿠오카현)
다카미야역(일본어: 高宮駅)은 일본 후쿠오카현 후쿠오카시 미나미구에 위치한 서일본 철도 덴진오무타 선의 철도역이다. 역 번호는 T04이다.

## 역사
- 1924년 4월 12일: 규슈 철도 개통과 동시에 영업 개시.
- 1967년 9월: 승강장 과선교 설치.
- 1978년 3월 3일: 니시테쓰히라오 ~ 오하시 구간 고가화에 따라 고가역이 됨.
- 2005년 12월 21일: 엘리베이터 설치.
- 2008년 5월 18일: IC카드 nimoca 공용 개시.
- 2017년 2월 1일: 역 번호 도입.

## 역 구조
상대식 승강장 2면 2선의 고가역이다. 자동 개찰기와 자동 매표기가 설치되어 있고, 1층에는 다카미야 니시테쓰의 유명 상점가, 니시테쓰 스토어가 들어 있다.

### 승강장
| 1 | ■ 덴진오무타 선 | 하행 | 구루메・오무타 (일부 다자이후 선 직통 다자이후 방면) |
| 2 | ■ 덴진오무타 선 | 상행 | 후쿠오카(덴진) 방면                                  |

## 이용 현황
| 연도 | 1일 평균 승차 인원 | 1일 평균 승하차 인원 |
| ---- | ------------------ | -------------------- |
| 1996 | 11,847             | 23,589               |
| 1997 | 11,688             | 23,197               |
| 1998 | 11,288             | 22,408               |
| 1999 | 11,172             | 21,954               |
| 2000 | 10,789             | 21,425               |
| 2001 | 10,671             | 20,978               |
| 2002 | 10,367             | 20,400               |
| 2003 | 10,276             | 20,251               |
| 2004 | 9,825              | 19,551               |
| 2005 | 9,690              | 19,200               |
| 2006 | 9,715              | 19,367               |
| 2007 | 9,500              | 18,990               |
| 2008 | 9,367              | 18,749               |
| 2009 | 9,205              | 18,490               |
| 2010 | 9,195              | 18,472               |
| 2011 | 9,074              | 18,251               |
| 2012 | 9,066              | 18,224               |
| 2013 |                    | 18,769               |
| 2014 |                    | 18,695               |
| 2015 |                    | 19,639               |
| 2016 |                    | 19,837               |

## 역 주변
- 후쿠오카 시 남녀 공동 참여 추진 센터
- 후쿠오카 시립 장애자 스포츠 센터
- 본 라파스 - 역전
- 다이이치 약과 대학
- 후쿠오카 제일 고등학교
- 다이이치 약과 대학 부속 고등학교
- 후쿠오카 적십자 병원
- 후쿠오카 시립 가스요시 중학교
- 후쿠오카 시립 다카미야 중학교
- 후쿠오카 시립 오구스 초등학교
- 후쿠오카 시립 다마가와 초등학교

## 인접역
| 서일본 철도 ■ 덴진오무타 선                     | 서일본 철도 ■ 덴진오무타 선 | 서일본 철도 ■ 덴진오무타 선 |
| ----------------------------------------------- | --------------------------- | --------------------------- |
| T03 니시테쓰히라오 니시테쓰 후쿠오카(덴진) 방면 | ■ 보통                      | 오하시 T05 오무타 방면      |